# Єтмір Халіті
Єтмір Халіті (швед. Jetmir Haliti, нар. 14 вересня 1996, Векше, Швеція) — косовський футболіст, центральний захисник польського клубу «Ягеллонія».

## Ігрова кар'єра

### Клубна
Єтмір Халіті народився у шведському містечку Векше і займатися футболом почав у клубах міста Мальме. У 2013 році Халіті почав грати на дорослому рівні в клубі «Олімпік» (Мальме). Після того був клуб Третього дивізіону «Русенгоор», звідки у березні 2018 року він був відданий в оренду до клубу Супереттан «Ландскруна». 16 червня футболіст зіграв свою першу гру у турнірі Супереттан, коли вийшов на заміну у другому таймі матчу проти «Браге».
Після цього Халіті підписав контракт на три роки з клубом «Єнчепінг Седра» і два сезони в Супереттан провів як гравець основного складу команди.
Перед сезоном 2021 року Халіті перейшов до столичного клубу АІК, з яким підписав контракт на три роки. І 10 травня 2021 року захисник зіграв дебютну гру в елітному дивізіоні чемпіонату Швеції. За сезон в АІКу футболіст провів лише чотири поєдинки й наступний сезон на правах оренди він грав у клубі «М'єльбю». 
У січні 2024 року Халіті перейшов до польського клубу «Ягеллонія», підписавши контракт на 18 місяців. До кінця сезону провів в чемпіонату Польщі шість матчів і разом з командою виграв чемпіонський титул.

### Збірна
31 травня 2021 року Єтмір Халіті отримав перший виклик до національної збірної Косова на товариські матчі, але травма завадила Єтміру зіграти того разу. Його дебют у збірній відбувся 16 листопада 2022 року в товариському матчі проти команди Вірменії.

## Титули
Ягеллонія
 Чемпіон Польщі: 2023/24